# Josef Walcher
Josef Walcher detto Sepp (Schladming, 8 dicembre 1954 – Schladming, 22 gennaio 1984) è stato uno sciatore alpino austriaco, campione del mondo nella discesa libera a Garmisch-Partenkirchen 1978.

## Biografia
Discesista puro, Sepp Walcher esordì in Coppa del Mondo nella stagione 1972-1973 e l'11 febbraio 1973 ottenne il primo podio, nonché primo piazzamento: il 2º posto a Sankt Moritz dietro al compagno di squadra Werner Grissmann. Convocato per i XII Giochi olimpici invernali di Innsbruck 1976, sua unica presenza olimpica, chiuse la gara al 9º posto; l'anno seguente, il 31 gennaio 1977, conquistò la prima vittoria in Coppa del Mondo sulle nevi di Morzine e al termine di quella stagione 1976-1977 fu 2º nella classifica della Coppa del Mondo di discesa libera, superato dal vincitore Franz Klammer di 24 punti.

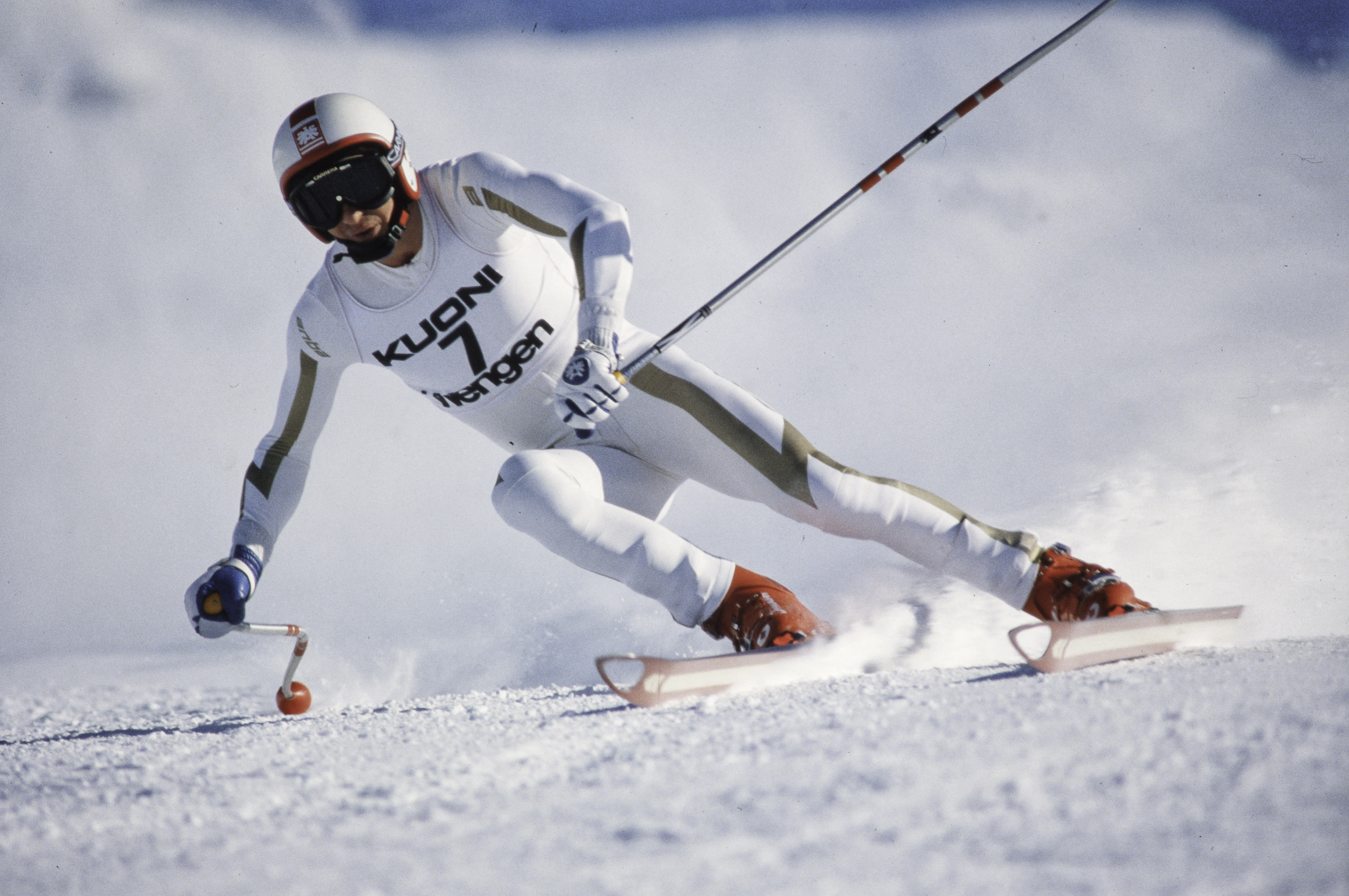
Josef Walcher in gara a Wengen nel 1978

Il 1978 fu l'anno migliore dell'atleta: in Coppa del Mondo ottenne due vittorie consecutive sul tracciato della Streif di Kitzbühel (la seconda a pari merito con il tedesco occidentale Sepp Ferstl) e al termine di quella stagione 1977-1978 fu nuovamente 2º nella classifica della Coppa del Mondo di specialità, superato ancora da Klammer (di 22 punti). Ai Mondiali di Garmisch-Partenkirchen 1978 raggiunse l'apice della carriera vincendo la medaglia d'oro davanti al tedesco occidentale Michael Veith e a Grissmann.
In Coppa del Mondo conquistò l'ultima vittoria il 16 dicembre 1978 sulla Saslong della Val Gardena e l'ultimo podio il 18 gennaio 1980 a Wengen, dove fu 2º alle spalle del canadese Ken Read; l'ultimo piazzamento della sua attività agonistica fu l'11º posto ottentuo nella discesa libera di Coppa del Mondo disputata il 6 marzo 1982 ad Aspen. Morì due anni dopo a 29 anni a causa di un incidente durante una gara benefica di sci.

## Palmarès

### Mondiali
- 1 medaglia:
  - 1 oro (discesa libera a Garmisch-Partenkirchen 1978)

### Coppa del Mondo
- Miglior piazzamento in classifica generale: 7º nel 1978
- 13 podi (tutti in discesa libera):
  - 5 vittorie
  - 4 secondi posti
  - 4 terzi posti

#### Coppa del Mondo - vittorie
| Data             | Località        | Paese       | Specialità |
| ---------------- | --------------- | ----------- | ---------- |
| 31 gennaio 1977  | Morzine         | Francia     | DH         |
| 12 marzo 1977    | Heavenly Valley | Stati Uniti | DH         |
| 20 gennaio 1978  | Kitzbühel       | Austria     | DH         |
| 21 gennaio 1978  | Kitzbühel       | Austria     | DH         |
| 16 dicembre 1978 | Val Gardena     | Italia      | DH         |

Legenda:

DH = discesa libera

### Campionati austriaci
- 3 medaglie[2]:
  - 3 ori (discesa libera nel 1972; discesa libera nel 1973; discesa libera nel 1978)

## Riconoscimenti

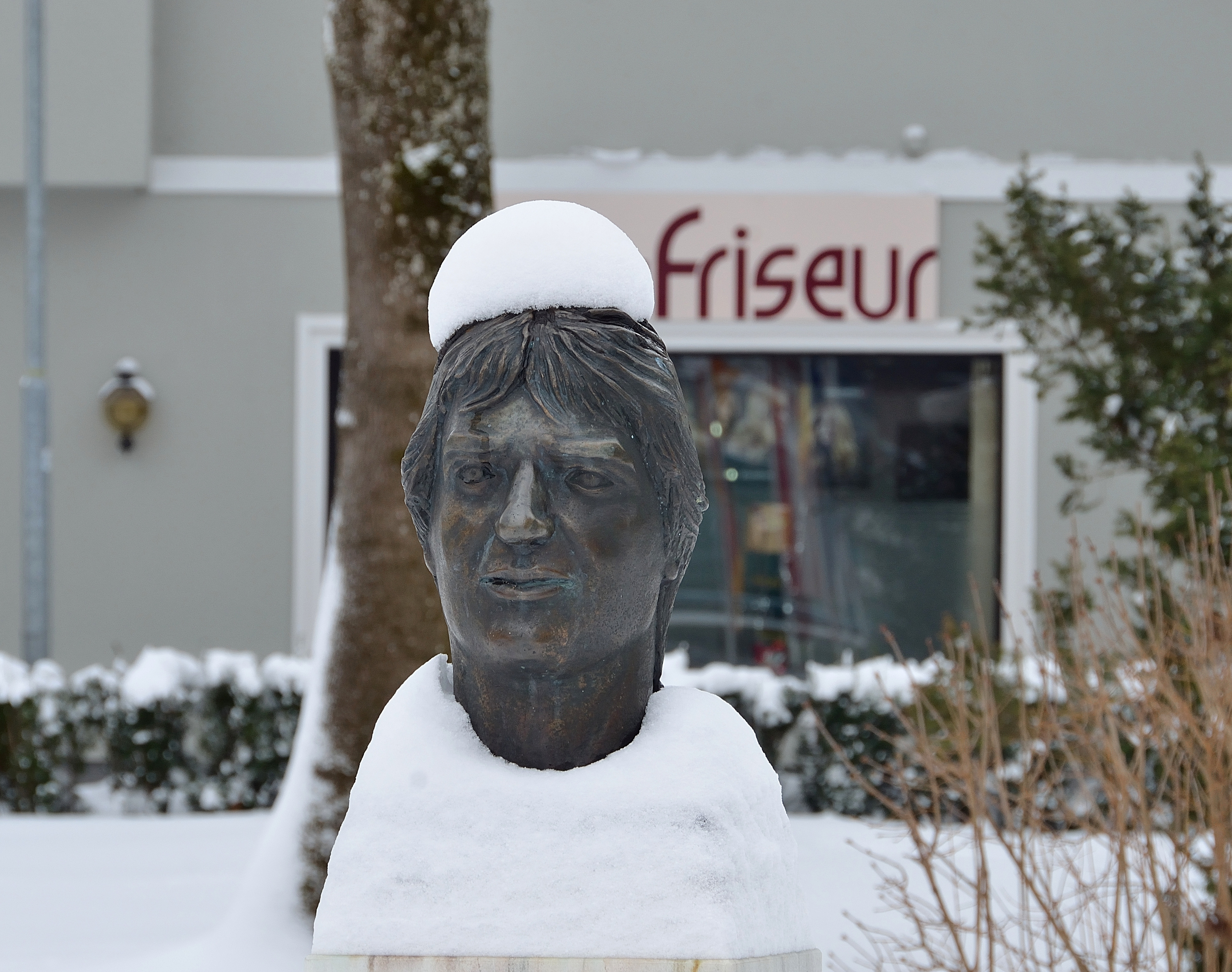
Busto di Josef Walcher davanti al municipio di Schladming

- Sportivo austriaco dell'anno nel 1978[senza fonte].